# 박명신
박명신(1964년 3월 28일 ~ )은 대한민국의 배우이자 연극배우이고 뮤지컬배우이다.
약대를 졸업하고, 극단 한강에서 연극을 하다가 한국예술종합학교 연극원 1기로 입학을 하였다.

## 학력
- 1984년 ~ 1988년 이화여자대학교 약학대학 약학과 (졸업)
- 한국예술종합학교 연극원 연기과 예술사 (졸업)

## 출연 작품

### 영화
- 2001년 《낙타(들)》 - 중년여자 역
- 2002년 《오아시스》 - 옆집여자 역
- 2002년 《달걀》
- 2003년 《올드보이》 - 영자 역
- 2004년 《인어 공주》 - 목욕탕 주인 역
- 2004년 《시실리 2km》 - 대순 역
- 2005년 《친절한 금자씨》 - 동화 엄마 역
- 2005년 《형사 Duelist》 - 기생 어미 역
- 2005년 《사랑해, 말순씨》 - 재명 모 역
- 2006년 《모두들, 괜찮아요?》 - 딸 2 역
- 2006년 《타짜》 - 아줌마 1 역
- 2006년 《우리에게 내일은 없다》 - 종대 엄마 역
- 2006년 《전설의 고향》 - 유모 역
- 2007년 《밀양》 - 여전도사 역
- 2007년 《우리동네》 - 여사장 역
- 2007년 《별별 이야기 2 - 여섯 빛깔 무지개》 - 시어머니(목소리) 역
- 2007년 《물 좀 주소》 - 조사장 처 역
- 2008년 《장례식의 멤버》 - 담임선생/오정희 역
- 2009년 《마더》 - 여사장 역
- 2009년 《여행자》 - 보모 역
- 2009년 《낮잠》 - 수진 역
- 2009년 《하우스 패밀리》 - 엄마 역
- 2009년 《농어와 달》 - 경님 역
- 2010년 《시》 - 희진 어머니 역
- 2010년 《작은 연못》 - 개비엄마 역
- 2011년 《최종병기 활》 - 김무선 처 역(특별출연)
- 2011년 《리코더 시험》 - 엄마 역
- 2011년 《구천리 마을잔치》
- 2011년 《마취》
- 2013년 《붉은 가족》 - 두꺼비 아줌마 역
- 2013년 《환상속의 그대》 - 박명신 역
- 2013년 《방황하는 칼날》 - 민기 모 역
- 2013년 《비치하트애솔》 - 차 안의 여자 역
- 2014년 《군도: 민란의 시대》 - 최씨 부인 역
- 2014년 《슬로우 비디오》 - 장부 엄마 역
- 2014년 《거인》 - 윤미 모 역
- 2014년 《스물》 - 치호 모 역
- 2014년 《간신》 - 중전 어미 역
- 2014년 《사랑에도 저작권이 있나요?》
- 2014년 《별이 빛나는 밤에》 - 여인 역
- 2015년 《부곡 하와이》 - 자영 역
- 2015년 《동주》 - 몽규 모 역
- 2015년 《사도》 - 정성왕후 역
- 2015년 《밤과 함께》 - 명신 역
- 2016년 《좋아해줘》 - 새드라마 작가 역
- 2016년 《부산행》 - 종길 역(첫 천만영화)
- 2016년 《미씽: 사라진 여자》 - 10층 아줌마 역
- 2016년 《우리 손자 베스트》 - 숙희 역
- 2017년 《걱정말아요》 - 점순 역
- 2017년 《로마서 8:37》 - 남 장로 역
- 2017년 《푸른노을》 - 김지애 역
- 2017년 《아기와 나》 - 고시원 주인 역
- 2017년 《1987》 - 강경사 어머니 역
- 2017년 《커피 느와르: 블랙 브라운》 - 마마 역
- 2017년 《진아의 기억_SECTION 1》
- 2017년 《허스토리》 - 정대협 대표 역
- 2019년 《돈》 - 일현 어머니 역
- 2019년 《0.0MHz》 - 소희 모 역
- 2019년 《귀신의 향기》 - 선미 모 역
- 2019년 《오늘, 우리》 - 엄마 역
- 2020년 《세트플레이》 - 기준 엄마 역
- 2021년 《천사는 바이러스》 - 김보살 역
- 2021년 《사라센의 칼》 - 윤아 모 역
- 2021년 《고백》 - 오순 모 역
- 2021년 《멀리가지마라》 - 김영은 역
- 2021년 《좀비크러쉬: 헤이리》 - 조아영 역
- 2021년 《모가디슈》 - 배영숙 역
- 2022년 《니 부모 얼굴이 보고 싶다》 - 권미옥 역
- 2023년 《제비》 - 진경 역

### 드라마
- 2006년 OCN 《썸데이》 - 진욱의 어머니 역
- 2011년 OCN 《신의 퀴즈 2》 - 김선희 역
- 2011년 KBS2 《KBS 드라마 스페셜 - 기쁜 우리 젊은 날》
- 2013년 SBS 《사건번호 113》 - 한동호의 어머니 역
- 2015년 KBS1 《눈길》 - 집 주인 역
- 2015년 MBC 《여왕의 꽃》
- 2016년 SBS 《리멤버 - 아들의 전쟁》
- 2016년 SBS 《딴따라》 - 조하늘의 어머니 역
- 2016년 SBS 《미세스 캅 2》 - 유옥임 역
- 2016년 MBC 《결혼계약》 - 강혜수의 주치의 역
- 2016년 tvN 《안투라지》
- 2016년 SBS 《푸른 바다의 전설》
- 2017년 OCN 《터널》 - 이선옥 역
- 2017년 KBS2 《추리의 여왕》 - 설옥 모 역
- 2017년 MBC 《20세기 소년소녀》 - 김영자 역
- 2017년 KBS1 《미워도 사랑해》 - 장정숙 역
- 2017년 JTBC 《그냥 사랑하는 사이》 - 여인숙 주인댁 역
- 2018년 tvN 《무법 변호사》 - 우형만의 아내 역
- 2018년 SBS 《친애하는 판사님께》 - 고양자 역
- 2019년 tvN 《그녀의 사생활》 - 남세연 역
- 2019년 OCN 《보이스 3》 - 천윤미 역
- 2019년 JTBC 《보좌관》 - 여숙희 역
- 2019년 SBS 《의사요한》
- 2019년 JTBC 《보좌관 - 세상을 움직이는 사람들 시즌2》 - 여숙희 역
- 2021년 MBN 《보쌈 - 운명을 훔치다》 - 김씨 부인 역
- 2021년 tvN 《불가살》 - 무녀 / 혜석 역
- 2021년 JTBC 《공작도시》 - 김명완 역
- 2022년 KBS2 《미남당》 - 남한준 어머니 역
- 2023년 SBS 《법쩐》 - 김복순 역
- 2024년 Disney+ 《삼식이 삼촌》 - 신숙자 역
- 2024년 SBS 《굿파트너》 - 정말숙 역
- 2024년 SBS 《지옥에서 온 판사》 - 차민정의 어머니 역
- 2025년 Disney+ 《트리거》 - 무당 역
- 2025년 JTBC 《착한 사나이》 - 조막순 역

## 수상 및 후보
- 2011년 제10회 미쟝센 단편영화제 심사위원특별상 연기부문